# Auguste Villemot
Pour les articles homonymes, voir Villemot.
Auguste-Étienne Villemot, né à Paris en 1811 et mort à Paris le 18 septembre 1870, est un journaliste français du XIXe siècle.

## Biographie
Auguste Villemot est le fils d'un chef de bureau à la Banque de France. Ancien élève du collège Rollin, le jeune homme est tout d'abord employé au ministère de l'Intérieur, dans lequel il entre en tant que surnuméraire en 1833. Bénéficiant de la bienveillance du comte d'Argout, il est promu expéditionnaire de 6e ou 7e classe en 1837, puis rédacteur en 1838. Il est cependant révoqué de ce poste en 1840 en raison de son manque d'assiduité. Il était en effet devenu secrétaire général du théâtre de la Porte-Saint-Martin en 1835.
Auguste Villemot sera surtout connu en tant que chroniqueur. Après avoir signé ses premiers articles pour Il Risorgimento à partir de 1847, il est chargé en 1852 du feuilleton de L’Émancipation belge puis, quatre ans plus tard, de celui de L'Indépendance belge, où il remplace Jules Lecomte.
En 1854 ou 1855, Auguste Villemot entre au Figaro de Villemessant, journal qu'il dirigera en 1858 en association avec Benoît Jouvin. Rédacteur de la chronique politique d'un « Bourgeois de Paris », il fournit également une revue hebdomadaire, intitulée « La Comédie contemporaine », au journal Le Temps, et collabore encore à d'autres titres, tels que Le Club.
Sous le Second Empire, les causeries légères du « prince des chroniqueurs » étaient appréciées pour leur verve et leur esprit. Orléaniste, il est cependant ami avec des républicains tels que Pierre-Jules Hetzel et Bixio, dont il avait été le chef de cabinet lors de son très bref passage au gouvernement en décembre 1848. Voltairien, il a le don d'exaspérer le catholique Veuillot, de L'Univers.
Par décret du 9 août 1870, il est nommé chevalier de la Légion d'honneur.
Frappé par une attaque d'apoplexie au soir du 18 septembre 1870, il meurt d'une congestion cérébrale en son domicile de la rue Jacob. Déclaré en mairie par Hetzel et par un neveu du journaliste, ce décès passe relativement inaperçu au milieu des événements dramatiques du siège de la capitale et de la bataille de Châtillon. Le 20 septembre, Villemot est inhumé au cimetière du Montparnasse.

## Publications
- La Vie à Paris, chroniques du Figaro, précédées d'une Étude sur l'esprit en France à notre époque par P.-J. Stahl, 2 volumes, Paris, Hetzel, 1858.
- (Avec Paul Siraudin) Le Favori de la favorite, comédie en deux actes pour le théâtre de Baden-Baden, 1860.

### Sources bibliographiques
- Georges d'Heylli, Dictionnaire des pseudonymes, Paris, Dentu, 1887, p. 340.
- Hippolyte de Villemessant, Mémoires d'un journaliste, deuxième série (Les Hommes de mon temps), Paris, Dentu, 1872, p. 9-58.
- Francisque Sarcey, « Villemot », Le Journal du siège de Paris, publié par Le Gaulois, Paris, 1871, p. 18-19.
- Gustave Vapereau, Dictionnaire universel des contemporains, Paris, Hachette, 1870, p. 1819.
- « Lettre d’un jeune homme à sa cousine Madeleine » par Valentin de Quevilly (pseudonyme d’Edmond About), « Le Figaro » 9 octobre 1856, 3 pages